# Comuna Congazcicul de Sus, Găgăuzia
Comuna Congazcicul de Sus este o comună din UTA Găgăuzia, Republica Moldova. Este formată din satele Congazcicul de Sus (sat-reședință), Congazcicul de Jos și Dudulești.

## Demografie
Conform datelor recensământului din 2014, comuna are o populație de 1.480 de locuitori. La recensământul din 2004 erau 1.970 de locuitori.

## Administrație și politică
Componența Consiliului local Congazcicul de Sus (11 consilieri), ales la 5 noiembrie 2023, este următoarea:
|  | Partid                                       | Consilieri | Componență | Componență | Componență | Componență | Componență | Componență |
|  | -------------------------------------------- | ---------- | ---------- | ---------- | ---------- | ---------- | ---------- | ---------- |
|  | Partidul Socialiștilor din Republica Moldova | 6          |            |            |            |            |            |            |
|  | Partidul „Renaștere”                         | 3          |            |            |            |            |            |            |
|  | Candidat independent NICOLAI VOICOV          | 1          |            |            |            |            |            |            |
|  | Candidat independent LIDIA OSTAȘ             | 1          |            |            |            |            |            |            |